# Символ Шлефли
Символ Шлефли — комбинаторная характеристика правильного многогранника, применяется для описания правильных многогранников во всех размерностях. Назван в честь швейцарского математика Людвига Шлефли, описавшего все правильные многогранники в евклидовом пространстве произвольной размерности.

## Построение
Символ Шлефли для правильного многогранника {\displaystyle \Gamma } размерности {\displaystyle n} записывается в виде {\displaystyle \{p_{1},p_{2},p_{3},\ldots p_{n-1}\}}. Он индуктивно определяется следующим образом:
1. Определим {\displaystyle p_{1}}как число сторон двумерной грани многогранника {\displaystyle \Gamma }.
2. Выберем одну из вершин {\displaystyle P} многогранника {\displaystyle \Gamma } и рассмотрим все вершины {\displaystyle Q_{1},\dots ,Q_{k}}, соединённые с ней ребром. Заметим, что вершины {\displaystyle Q_{1},\dots ,Q_{k}} лежат на гиперплоскости {\displaystyle H}, ортогональной прямой, соединяющей центр многогранника с {\displaystyle P}. Сечение многогранника {\displaystyle \Gamma } с гиперплоскостью {\displaystyle H} представляет собой правильный многогранник {\displaystyle \Gamma '} размерности {\displaystyle n-1}. Поскольку все вершины {\displaystyle \Gamma } равноправны, тип этого многогранника не зависит от выбора вершины {\displaystyle P}. Определим {\displaystyle p_{2}} как число сторон двумерной грани многогранника {\displaystyle \Gamma ^{\prime }}.
3. Продолжая действовать таким образом до тех пор, пока получающееся сечение имеет двумерную грань, мы получим символ Шлефли многогранника {\displaystyle \Gamma }.

Заметим, что символ Шлефли {\displaystyle n}-мерного многогранника состоит из {\displaystyle n-1} целого числа, каждое из которых не меньше 3.

## Примеры
| Размерность пространства    | Символ Шлефли                 | Многогранник               |
| --------------------------- | ----------------------------- | -------------------------- |
| {\displaystyle 1}           | {\displaystyle \{\}}          | Отрезок                    |
| {\displaystyle 2}           | {\displaystyle \{3\}}         | Правильный треугольник     |
| {\displaystyle 2}           | {\displaystyle \{4\}}         | Правильный четырёхугольник |
| {\displaystyle 2}           | {\displaystyle \{5\}}         | Правильный пятиугольник    |
| {\displaystyle 2}           | {\displaystyle \{6\}}         | Правильный шестиугольник   |
| {\displaystyle 2}           | {\displaystyle \{n\}}         | Правильный n-угольник      |
| {\displaystyle 3}           | {\displaystyle \{3,3\}}       | Правильный тетраэдр        |
| {\displaystyle 3}           | {\displaystyle \{4,3\}}       | Куб                        |
| {\displaystyle 3}           | {\displaystyle \{3,4\}}       | Октаэдр                    |
| {\displaystyle 3}           | {\displaystyle \{3,5\}}       | Правильный икосаэдр        |
| {\displaystyle 3}           | {\displaystyle \{5,3\}}       | Правильный додекаэдр       |
| {\displaystyle 4}           | {\displaystyle \{3,3,3\}}     | Пятиячейник                |
| {\displaystyle 4}           | {\displaystyle \{4,3,3\}}     | Тессеракт                  |
| {\displaystyle 4}           | {\displaystyle \{3,3,4\}}     | Шестнадцатиячейник         |
| {\displaystyle 4}           | {\displaystyle \{3,4,3\}}     | Двадцатичетырёхъячейник    |
| {\displaystyle 4}           | {\displaystyle \{5,3,3\}}     | Стодвадцатиячейник         |
| {\displaystyle 4}           | {\displaystyle \{3,3,5\}}     | Шестисотячейник            |
| {\displaystyle \geqslant 5} | {\displaystyle \{3,...,3\}}   | Симплекс                   |
| {\displaystyle \geqslant 5} | {\displaystyle \{3,...,3,4\}} | Гипероктаэдр               |
| {\displaystyle \geqslant 5} | {\displaystyle \{4,3,...,3\}} | Гиперкуб                   |